# Fusigobius longispinus
Fusigobius longispinus és una espècie de peix de la família dels gòbids i de l'ordre dels perciformes.

## Morfologia
- Els mascles poden assolir 8 cm de longitud total.[4][5]

## Hàbitat
És un peix marí, de clima tropical i associat als esculls de corall que viu entre 9-25 m de fondària.

## Distribució geogràfica
Es troba des del Mar Roig i l'Àfrica oriental fins a les Illes Marshall, les Illes Ryukyu i la Gran Barrera de Corall.

## Observacions
És inofensiu per als humans.